# Luftschloss

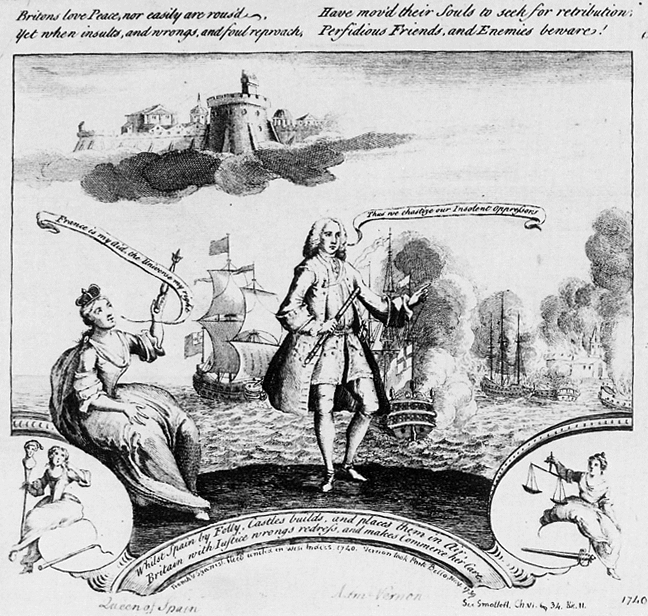
Spanisches Luftschloss in einer britischen Karikatur 1740

Unter einem Luftschloss versteht man eine Vorstellung oder einen Plan von etwas, das man sich ersehnt, herbeiwünscht oder erträumt, das aber bei vernünftiger Betrachtung nicht realistisch ist. Analoge Begriffe sind etwa Hirngespinst, Wolkenkuckucksheim oder Fantasiegebilde.
Im allgemeinen Sprachgebrauch ist vom „Luftschloss-Bauen“ die Rede. Bekannt ist seit dem 16. Jahrhundert die Redensart „ein schloß in den lufft bauwen“.
Der Begriff Luftschloss wird auch in der Literatur, Architektur und Popkultur verwendet. Beispiele sind:
- der Wohnort der von Kinderbuchautorin Friederun Reichenstetter geschaffenen Kinderbuchreihe über die Wetterhexe Winni.
- eine Spielstätte des Theaters Berliner Kabarett Anstalt. Das Luftschloss liegt zwischen der East Side Gallery und der Warschauer Brücke mitten in Berlin-Friedrichshain. Das frei tragende Kuppelzelt erfuhr bereits Programme von Nina Hagen, Kay Ray, Josef Hader und vieler anderen Künstler.
- Almayers Luftschloß. Roman Joseph Conrad: (Zürich: Haffmans 1992).
- Das Luftschloß. Roman. Rainer Kreft.
- Mein Luftschloss auf Erden. Roman von Katharina von Arx. (1975).
- das letzte Level in Super Mario 64 trägt den Namen Bowsers Luftschloss.[3]

## Zitate
- Jerome Lawrence, US-Schriftsteller: Ein Neurotiker ist ein Mensch, der ein Luftschloss baut. Ein Psychotiker ist der Mensch, der darin lebt. Und ein Psychiater ist der, der die Miete kassiert.
- In der Operette Frau Luna lässt Paul Lincke im 1. Akt singen: Schlösser, die im Monde liegen, bringen Kummer, lieber Schatz, wo der Irrealismus von Luftschlössern zur Geltung gebracht wird.